# 蛍石レンズ
蛍石レンズ（けいせきレンズ）またはフローライトレンズ（英: fluorite lens ）とは、素材として蛍石（フッ化カルシウム、CaF2の単結晶）を用いたレンズのことである。「珪石レンズ」と間違えられるのを防ぐため「ほたるいしレンズ」と読むこともある。

## 特徴
蛍石は軽量で透過率や屈折率の波長分散が極めて小さく、透過波長領域が広い。この異常部分分散性を利用し、通常の光学ガラスと組み合わせることで、非常に色収差の少ない光学系を作ることができ、高級な光学機器、特にカメラ・顕微鏡・望遠鏡・半導体ステッパーなどに用いられる。
顕微鏡用としては1837年にはビュースターが天然結晶を使用しているが、大型の結晶を得るには、蛍石を高温で融解し再結晶化させる人工結晶作成技術を待つこととなった。一眼レフカメラ用望遠レンズにおいては、旭光学工業（現リコーイメージング）が1968年に実用化に成功している。また天体望遠鏡においては高橋製作所が1977年に90F型鏡筒を発売するなど、いち早く取り入れた。現在、工業的に使用されているのは全て人工結晶である。
欠点としては、高価である、傷が付きやすい、急な温度変化に弱い、コーティングが難しい等が挙げられる。このため最前群には使用が難しかったが、コーティング技術の発達と低価格化により、これらの欠点も小さくなりつつある。

## 用途
- カメラ（写真レンズ）
- 顕微鏡
- 望遠鏡
- ステッパー